# Nils-Hanstjärnarna (Junsele socken, Ångermanland, 708484-154640)
Nils-Hanstjärnarna är en sjö i Sollefteå kommun i Ångermanland och ingår i Ångermanälvens huvudavrinningsområde. Sjön har en area på 0,0704 kvadratkilometer och ligger 387,4 meter över havet.

## Delavrinningsområde
Nils-Hanstjärnarna ingår i det delavrinningsområde (708618-154619) som SMHI kallar för Inloppet i Lill-Kärmsjön. Medelhöjden är 348 meter över havet och ytan är 10,74 kvadratkilometer. Räknas de 2 avrinningsområdena uppströms in blir den ackumulerade arean 25,32 kvadratkilometer. Kärmsjöbäcken som avvattnar avrinningsområdet har biflödesordning 3, vilket innebär att vattnet flödar genom totalt 3 vattendrag innan det når havet efter 150 kilometer. Avrinningsområdet består mestadels av skog (88 procent). Avrinningsområdet har 0,07 kvadratkilometer vattenytor vilket ger det en sjöprocent på 0,7 procent.